# Ardent Worship
Ardent Worship es el primer álbum en vivo de la banda Skillet. Fue publicado siete meses después de Invincible en el año 2000. Consta de seis canciones de adoración escritas por Skillet y cuatro covers de otros artistas fue un tema muy sonado...

## Lista de canciones
| N.º | Título                                 | Duración |  |
| 1.  | «Who Is Like Our God»                  | 5:15     |  |
| 2.  | «Your Name Is Holly»                   | 5:05     |  |
| 3.  | «How Deep the Father's Love for Us»    | 4:08     |  |
| 4.  | «Jesus, Jesus (Holy and Anointed One)» | 4:14     |  |
| 5.  | «We're Thirsty»                        | 3:03     |  |
| 6.  | «Jesus Be Glorified»                   | 4:38     |  |
| 7.  | «Sing to the Lord»                     | 6:13     |  |
| 8.  | «Angels Fall Down»                     | 7:28     |  |
| 9.  | «Safe With You»                        | 4:53     |  |
| 10. | «Shout to the Lord»                    | 6:30     |  |

## AlbumPersonal
- Álbum personal John Cooper- bajo y voz principal.
- Korey Cooper – guitarra rítmica, teclado y voz secundaria.
- Kevin Haaland - guitarra líder.
- Lori Peters - batería.
- Ken Steorts - guitarra líder  (en "Safe With You" y "Shout to the Lord").
- Trey McClurkin - batería (en "Safe With You" y "Shout to the Lord").

- Datos: Q1934030